# Daewoo Leganza
De Daewoo Leganza is een wagen uit de middenklasse van het Zuid-Koreaanse automerk Daewoo. Toen de wagen midden 1997 op de markt kwam was hij bedoeld ter concurrentie van de Volkswagen Passat en de Opel Vectra. Bij het Russische zustermerk noemde deze wagen "Doninvest Kondor". 
De naam van de wagen is afkomstig van twee Italiaanse woorden: elegante (elegant) en forza (kracht). 
Niet meer geproduceerd: Espero · Evanda · Lanos · Leganza · Lublin · Nexia · Tico
Verder geproduceerd onder noemer Chevrolet: Kalos · Lacetti · Matiz · Nubira · Tacuma